# Akamatsu (Klan)

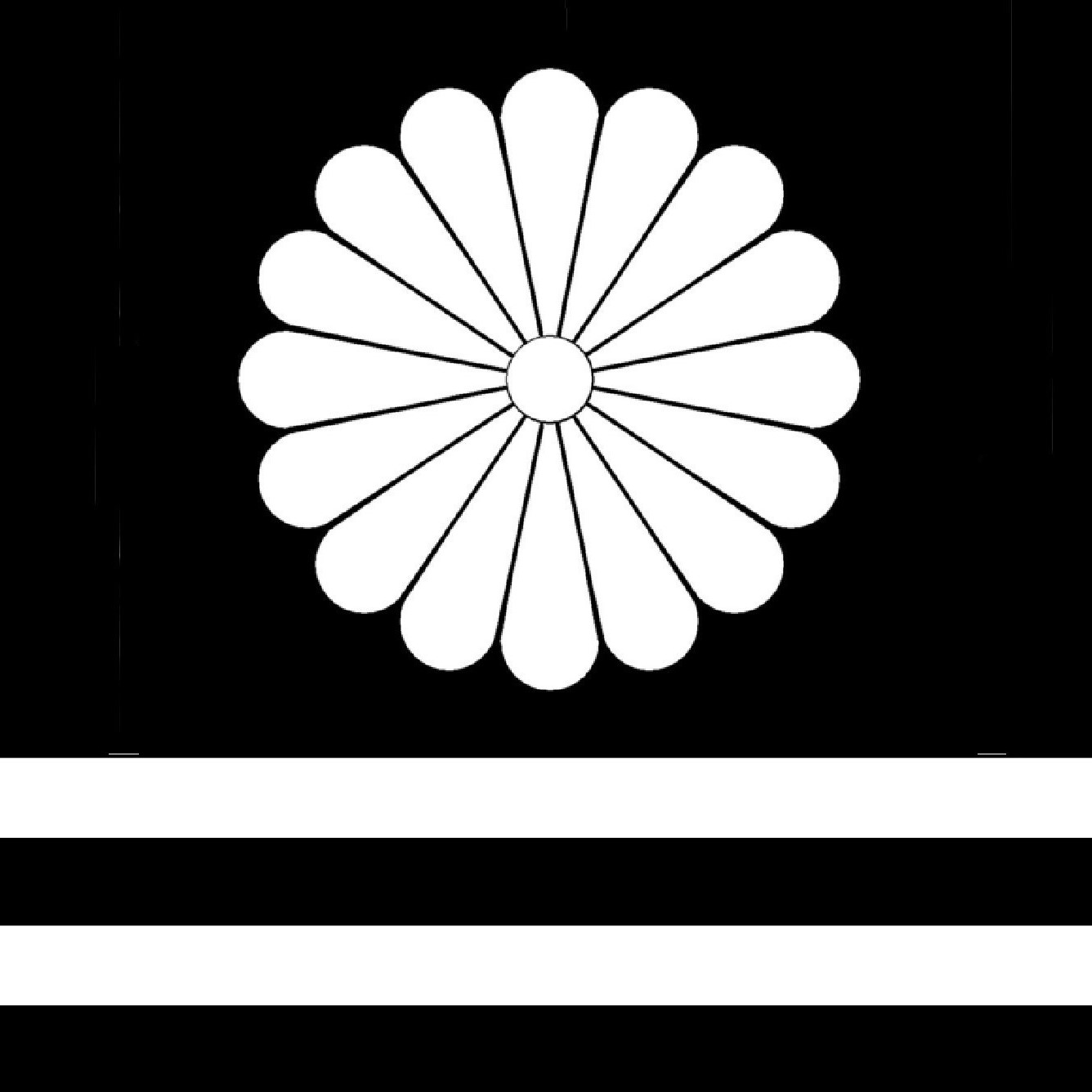
Wappen der Akamatsu (16-Blatt Chrysatheme mit zwei Balken)

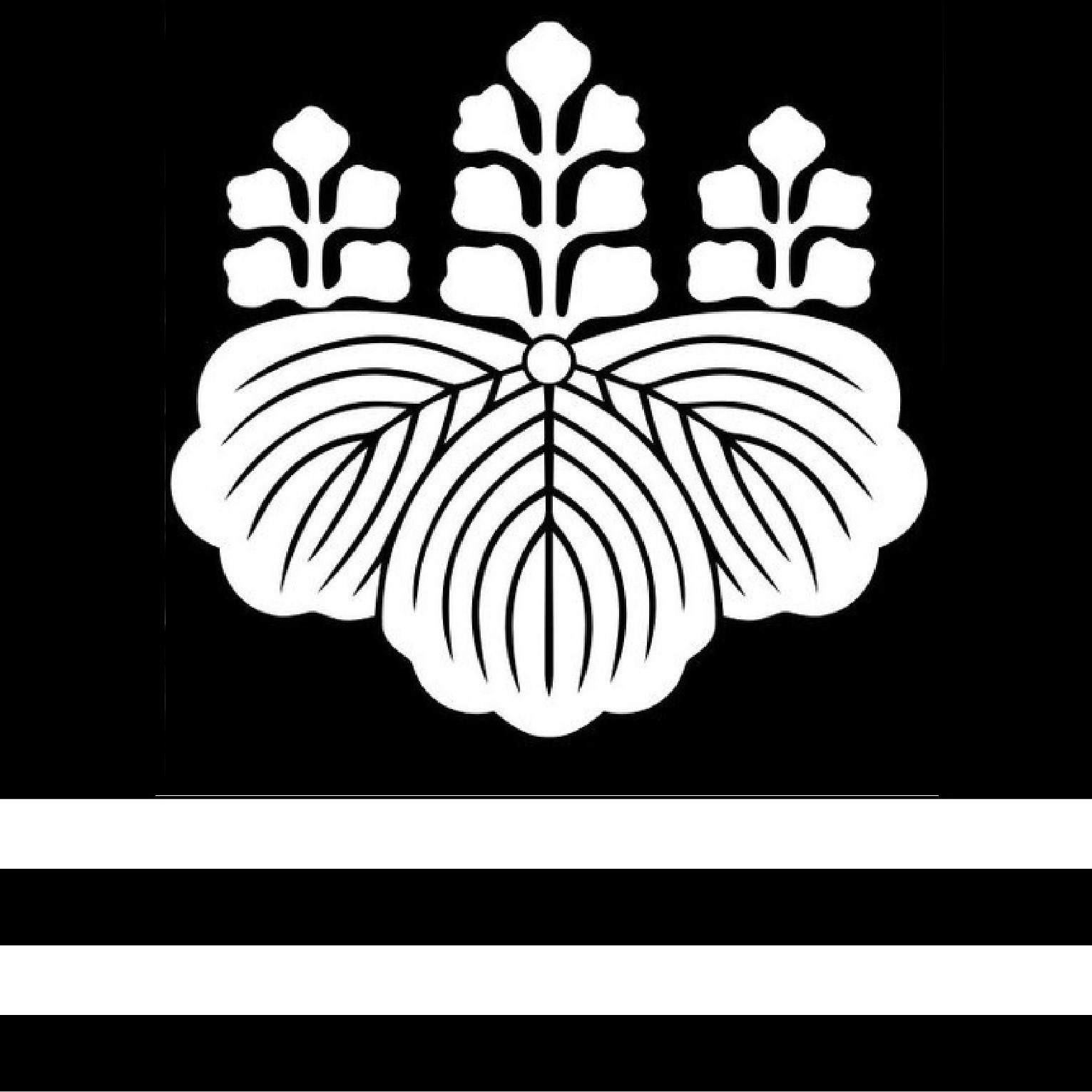
Wappen der Akamatsu (5-7 Paulownie mit zwei Balken)

Die Akamatsu (japanisch 赤松氏, Akamatsu-shi) waren eine Familie des japanischen Schwertadels, die zu den Harima Daimyō gehörten. Sie stammten von Minamoto Morifusa (Murakami Genji) ab.

## Genealogie (Auswahl)
- Suefusa (季房) stammte von Morifusa in der sechsten Generation ab. Er war der Erste, der sich Akamatsu nannte, nach dem Ort in der Provinz Harima, in der er sich niedergelassen und um das Jahr 1110 die Burg Shirahata (白旗城) errichtet hatte.
- Norimura (則村; 1277–1350) war ein großer Anhänger des Zen-Buddhismus. So schor er sich schon in jungen Haaren und nannte sich Enshin (圓心); das ist der Name, unter dem er am besten bekannt ist. 1333 hob er auf Anweisung des Prinzen Morinaga Shinnō Truppen aus, marschierte nach Kyōto, schlug Hōjō Nakatoki (北條 仲時; 1306–1333) und eroberte Rokuhara. Kurz danach kam auch Kaiser Go-Daigo zurück in die Stadt und belohnte Norimura, indem er ihm den Titel „Harima no Shugo“ (播磨守護) verlieh und ihm die Provinz Harima übertrug. Kurz danach wurde ihm aber der Besitz aberkannt; ihm blieb nur noch das Gebiet von Sayō. Darüber verärgert, wechselte Norimura zur Ashikaga-Seite und wurde ein unersetzlicher Berater des Südhofes. Während Ashikaga Takauji in Kyūshū Truppen aushob, stoppte er Nitta Yoshisada. Dann wandte er sich mit Takauji nach Osten und kämpfte bei Minatogawa.
- Norisuke (則祐; 1312–1371), ein Sohn Norimuras, war Mönch auf dem Klosterberg Hiei. Aber beeindruckt von Prinz Morinaga (護良親王; 1308–1335) gab er sein Mönchsdasein auf und unterstützte seinen Vater beim Ausheben von Truppen gegen die Hōjō. Später folgte er Norimura in das Nordlager und wurde nach dessen Tod Gouverneur von Harima.
- Yoshinori (義則; 1358–1427) genoss hohes Ansehen bei Shōgun Ashikaga Yoshimitsu, der ihn zu seinen Ministern zählte. Nach dem Ende der Yamana konnte Yoshinori seinen Besitz um die Provinz Mimasaka und um verschiedene Gebiete der Provinzen Inaba und Tamba erweitern. Später schor er sein Haupt und nannte sich als Mönch „Shōsho“. Weil er von kleiner Statur war, wurde er scherzhaft „Dreifuß Mönch“ (三尺入道, Sanshaku Nyūdō) genannt.
- Mitsusuke (満祐; 1381–1441) folgte seinem Vater, aber Mochisada, ein Verwandter, intrigierte gegen ihn am Hofe des Shōgun Yoshimochi, um die Domänen zu erhalten. Als er hörte, dass der Shōgun dabei war, zuzustimmen, kehrte er nach Harima zurück und begann, die Befestigungen seiner Burg Shirahata zu verstärken. Yoshimochi sandte Hosokawa Mochimoto und Yamana Tokinori gegen ihn, aber als die Mehrzahl der Daimyō sich zu Gunsten Mitsusukes aussprach, schien es dem Shōgun besser, die Sache abzubrechen. Mochisada musste Seppuku begehen, Mitsusuke konnte 1427 nach Kyōto zurückkehren, schor sein Haar und nannte sich Shōgu. Kurze Zeit später starb Yoshimochi; sein Bruder Yoshinori wurde sein Nachfolger. Sadamura, Mochisadas Sohn, berichtete am Hof, dass sein Vater wegen Mitsusukes Intrige sich das Leben nehmen musste und dass dieser dafür büßen müsse. Mitsusuke, darüber von seinem Sohn informiert, lud den Shōgun zu einem Festessen ein und ließ ihn bei dieser Gelegenheit ermorden. Mitsusuke floh auf seine Burg, wo er umgehend von Hosokawa Mochiyuki, Akamatsu Sadamura, Takeda Nobukata, Yamana Mochitoyo und anderen angegriffen wurde. In aussichtsloser Lage nahm Mitsusuke sich das Leben, sein Sohn Noriyasu folgte dem Beispiel.